# Belo Jegonfoy
Belo Jegonfoy est un woreda de la zone Kamashi de la région Benishangul-Gumuz, à l'ouest de l'Éthiopie. Le woreda a 30 143 habitants en 2007.

## Situation
Le woreda Belo Jegonfoy est bordé par la rivière Hanger et le woreda Yaso au nord, par la région Oromia à l'est et au sud, par la rivière Didessa et le woreda Kamashi à l'ouest.
Il a une enclave méridionale dans la région Oromia à proximité de la route A4 reliant Addis-Abeba, Nekemte et Gimbi et de plus une enclave orientale sur le cours de la rivière Hanger[à vérifier].
Ses voisins orientaux — Haro Limmu, Limmu, Guto Gida, Sasiga et Diga — font partie de la zone Misraq Welega de la région Oromia ; ses voisins méridionaux — Chewaka et Gimbi — font partie des zones Illubabor et Mirab Welega.
Son chef-lieu est Soge situé aux environs de 9° 22′ 23″ N, 36° 07′ 05″ E[à vérifier].

## Population
Le woreda a 30 143 habitants au recensement de 2007 et 91 % de la population est rurale, la seule localité urbaine étant Soge avec 2 762 habitants.
Presque la moitié des habitants (46 %) sont orthodoxes et presque la moitié (45 %) sont protestants, 4,5 % sont musulmans et 2 % pratiquent les croyances traditionnelles.
Avec 1 612 km2 de superficie[réf. souhaitée], le woreda a en 2007 une densité de population de 19 personnes par km2 ce qui est supérieur à la moyenne de la zone.
En 2020, sa population est estimée par projection des taux de 2007 à 42 998 personnes.